# Sadibou Sané
Sadibou Sané (* 10. Juni 2004 in Diouloulou) ist ein senegalesischer Fußballspieler, der beim FC Metz spielt.

## Karriere

### Verein
Sané begann seine fußballerische Ausbildung beim FC Diouloulou, wo er bis November 2021 spielte. Anschließend wechselte er zur AS Génération Foot. Im Sommer 2023 wechselte er nach Frankreich zum Erstligisten FC Metz. Für die Profimannschaft debütierte er am vierten Spieltag bei einem 2:2-Unentschieden gegen Stade Reims, als er in der Startelf stand.

### Nationalmannschaft
Im Februar 2023 stand er einmal im Kader des senegalesischen U20-Teams in einem Freundschaftsspiel gegen Marokko.